# Peregu Mare (gmina)
Peregu Mare – gmina w Rumunii, w okręgu Arad. Obejmuje miejscowości Peregu Mare i Peregu Mic. W 2011 roku liczyła 1625 mieszkańców.